# Lista średnich okrętów desantowych United States Navy
Lista średnik okrętów desantowych (Landing Ship Medium) budowanych dla United States Navy

## Lista okrętów typuLSM-1
- USS LSM-1
- USS LSM-2
- USS LSM-3
- USS LSM-4
- USS LSM-5
- USS LSM-6
- USS LSM-7
- USS LSM-8
- USS LSM-9
- USS LSM-10
- USS LSM-11
- USS LSM-12
- USS LSM-13
- USS LSM-14
- USS LSM-15
- USS LSM-16
- USS LSM-17
- USS LSM-18
- USS LSM-19
- USS LSM-20
- USS LSM-21
- USS LSM-22
- USS LSM-23
- USS LSM-24
- USS LSM-25
- USS LSM-26
- USS LSM-27
- USS LSM-28
- USS LSM-29
- USS LSM-30
- USS LSM-31
- USS LSM-32
- USS LSM-33
- USS LSM-34
- USS LSM-35
- USS LSM-36
- USS LSM-37
- USS LSM-38
- USS LSM-39
- USS LSM-40
- USS LSM-41
- USS LSM-42
- USS LSM-43
- USS LSM-44
- USS LSM-45
- USS LSM-46
- USS LSM-47
- USS LSM-48
- USS LSM-49
- USS LSM-50
- USS LSM-51
- USS LSM-52
- USS LSM-53
- USS LSM-54
- USS LSM-55
- USS LSM-56
- USS LSM-57
- USS LSM-58
- USS LSM-59
- USS LSM-60
- USS LSM-61
- USS LSM-62
- USS LSM-63
- USS LSM-64
- USS LSM-65
- USS LSM-66
- USS LSM-67
- USS LSM-68
- USS LSM-69
- USS LSM-70
- USS LSM-71
- USS LSM-72
- USS LSM-73
- USS LSM-74
- USS LSM-75
- USS LSM-76
- USS LSM-77
- USS LSM-78
- USS LSM-79
- USS LSM-80
- USS LSM-81
- USS LSM-82
- USS LSM-83
- USS LSM-84
- USS LSM-85
- USS LSM-86
- USS LSM-87
- USS LSM-88
- USS LSM-89
- USS LSM-90
- USS LSM-91
- USS LSM-92
- USS LSM-93
- USS LSM-94
- USS LSM-95
- USS LSM-96
- USS LSM-97
- USS LSM-98
- USS LSM-99
- USS LSM-100
- USS LSM-101
- USS LSM-102
- USS LSM-103
- USS LSM-104
- USS LSM-105
- USS LSM-106
- USS LSM-107
- USS LSM-108
- USS LSM-109
- USS LSM-110
- USS LSM-111
- USS LSM-112
- USS LSM-113
- USS LSM-114
- USS LSM-115
- USS LSM-116
- USS LSM-117
- USS LSM-118
- USS LSM-119
- USS LSM-120
- USS LSM-121
- USS LSM-122
- USS LSM-123
- USS LSM-124
- USS LSM-125
- USS LSM-126
- USS LSM-127
- USS LSM-128
- USS LSM-129
- USS LSM-130
- USS LSM-131
- USS LSM-132
- USS LSM-133
- USS LSM-134
- USS LSM-135
- USS LSM-136
- USS LSM-137
- USS LSM-138
- USS LSM-139
- USS LSM-140
- USS LSM-141
- USS LSM-142
- USS LSM-157
- USS LSM-158
- USS LSM-159
- USS LSM-160
- USS "Kodiak" (LSM-161)
- USS LSM-162
- USS LSM-163
- USS LSM-164
- USS LSM-165
- USS LSM-166
- USS LSM-167
- USS LSM-168
- USS LSM-169
- USS LSM-170
- USS LSM-171
- USS LSM-172
- USS LSM-173
- USS LSM-174
- USS "Oceanside" (LSM-175)
- USS LSM-176
- USS LSM-177
- USS LSM-178
- USS LSM-179
- USS LSM-180
- USS LSM-181
- USS LSM-182
- USS LSM-183
- USS LSM-184
- USS LSM-185
- USS LSM-186
- USS LSM-187
- USS LSM-200
- USS LSM-201
- USS LSM-202
- USS LSM-203
- USS LSM-204
- USS LSM-205
- USS LSM-206
- USS LSM-207
- USS LSM-208
- USS LSM-209
- USS LSM-210
- USS LSM-211
- USS LSM-212
- USS LSM-213
- USS LSM-214
- USS LSM-215
- USS LSM-216
- USS LSM-217
- USS LSM-218
- USS LSM-219
- USS LSM-220
- USS LSM-221
- USS LSM-222
- USS LSM-223
- USS LSM-224
- USS LSM-225
- USS LSM-226
- USS LSM-227
- USS LSM-228
- USS LSM-229
- USS LSM-230
- USS LSM-231
- USS LSM-236
- USS LSM-237
- USS LSM-238
- USS LSM-239
- USS LSM-240
- USS LSM-241
- USS LSM-242
- USS LSM-243
- USS LSM-244
- USS LSM-245
- USS LSM-246
- USS LSM-247
- USS LSM-248
- USS LSM-249
- USS LSM-250
- USS LSM-251
- USS LSM-252
- USS LSM-253
- USS LSM-254
- USS LSM-255
- USS LSM-256
- USS LSM-257
- USS LSM-258
- USS LSM-259
- USS LSM-260
- USS LSM-261
- USS LSM-262
- USS LSM-263
- USS LSM-264
- USS LSM-265
- USS LSM-266
- USS LSM-267
- USS LSM-268
- USS LSM-269
- USS LSM-270
- USS LSM-271
- USS LSM-272
- USS LSM-273
- USS LSM-274
- USS "Portunus" (ARC-1) (LSM-275), później przeklasyfikowany na (ARC-1)
- USS LSM-276
- USS LSM-277
- USS LSM-278
- USS LSM-279
- USS LSM-280
- USS LSM-281
- USS LSM-282
- USS LSM-283
- USS LSM-284
- USS LSM-285
- USS LSM-286
- USS LSM-287
- USS LSM-288
- USS LSM-289
- USS LSM-290
- USS LSM-291
- USS LSM-292
- USS LSM-293
- USS LSM-294
- USS LSM-295
- USS LSM-296
- USS LSM-297
- USS LSM-298
- USS LSM-299
- USS LSM-300
- USS LSM-301, później przeklasyfikowany na (MMC-6)
- USS LSM-302
- USS LSM-303, później przeklasyfikowany na (MMC-7)
- USS LSM-304
- USS LSM-305
- USS LSM-306
- USS LSM-307
- USS LSM-308
- USS LSM-309
- USS LSM-310
- USS LSM-311
- USS LSM-312
- USS LSM-313
- USS LSM-314
- USS LSM-315
- USS LSM-316
- USS LSM-317
- USS LSM-318
- USS LSM-319
- USS LSM-320
- USS LSM-321
- USS LSM-322
- USS LSM-323
- USS LSM-324
- USS LSM-325
- USS LSM-326
- USS LSM-327
- USS LSM-328
- USS LSM-329
- USS LSM-330
- USS LSM-331
- USS LSM-332
- USS LSM-333
- USS LSM-334
- USS LSM-335, później przeklasyfikowany na (T-AG-335)
- USS LSM-336
- USS LSM-337
- USS LSM-338
- USS LSM-339
- USS LSM-340
- USS LSM-341
- USS LSM-342
- USS LSM-343
- USS LSM-344
- USS LSM-345
- USS LSM-346
- USS LSM-347
- USS LSM-348
- USS LSM-349
- USS LSM-350
- USS LSM-351
- USS LSM-352
- USS LSM-353
- USS LSM-354
- USS LSM-355
- USS LSM-356
- USS LSM-357
- USS LSM-358
- USS LSM-359
- USS LSM-360
- USS LSM-361
- USS LSM-362
- USS LSM-363
- USS LSM-364
- USS LSM-365
- USS LSM-366
- USS LSM-367
- USS LSM-368
- USS LSM-369
- USS LSM-370
- USS LSM-371
- USS LSM-372
- USS "Lakeland" (LSM-373)
- USS LSM-374
- USS LSM-375
- USS LSM-376
- USS LSM-377
- USS LSM-378
- USS LSM-379
- USS LSM-380
- USS LSM-381
- USS LSM-382
- USS LSM-383
- USS LSM-384
- USS LSM-385
- USS LSM-386
- USS LSM-387
- USS LSM-388
- USS LSM-389
- USS LSM-390, później przeklasyfikowany na (MMC-8)
- USS LSM-391
- USS LSM-392, później przeklasyfikowany na (MMC-9)
- USS LSM-393
- USS LSM-394
- USS LSM-395
- USS LSM-396
- USS LSM-397
- USS "Hunting" (LSM-398), później przeklasyfikowany na (E-AG-398)
- USS LSM-399
- USS LSM-400
- USS LSM-413
- USS LSM-414
- USS LSM-415
- USS LSM-416
- USS LSM-417
- USS LSM-418
- USS LSM-419
- USS LSM-420
- USS LSM-421
- USS LSM-422
- USS LSM-423
- USS LSM-424
- USS LSM-425
- USS LSM-426
- USS LSM-427
- USS LSM-428
- USS LSM-429
- USS LSM-430
- USS LSM-431
- USS LSM-432
- USS LSM-433
- USS LSM-434
- USS LSM-435
- USS LSM-436
- USS LSM-437
- USS LSM-438
- USS LSM-439
- USS LSM-440
- USS LSM-441
- USS LSM-442
- USS LSM-443
- USS LSM-444
- USS "Catapult" (YV-1) (LSM-445), później przeklasyfikowany na (YV-1)
- USS "Launcher" (YV-2) (LSM-446), później przeklasyfikowany na (E-LSM-446) ponownie przeklasyfikowany na (YV-2)
- USS LSM-447
- USS LSM-448
- USS LSM-449
- USS LSM-450
- USS LSM-451
- USS LSM-452
- USS LSM-453
- USS LSM-454
- USS LSM-455
- USS LSM-456
- USS LSM-457
- USS LSM-458
- USS LSM-459
- USS LSM-460
- USS LSM-461
- USS LSM-462
- USS LSM-463
- USS LSM-464
- USS LSM-465
- USS LSM-466
- USS LSM-467
- USS LSM-468
- USS LSM-469
- USS LSM-470
- USS LSM-471
- USS LSM-472
- USS LSM-473
- USS LSM-474
- USS LSM-475
- USS LSM-476
- USS LSM-477
- USS LSM-478
- USS LSM-479
- USS LSM-480
- USS LSM-481, później przeklasyfikowany na (MMC-10)
- USS LSM-482
- USS LSM-483
- USS LSM-484, później przeklasyfikowany na (MMC-11)
- USS LSM-485
- USS LSM-486
- USS LSM-487
- USS LSM-488
- USS LSM-489
- USS LSM-490, później przeklasyfikowany na (MMC-12)
- USS LSM-491
- USS LSM-492, później przeklasyfikowany na (MMC-13)
- USS LSM-493, później przeklasyfikowany na (MMC-14)
- USS LSM-494
- USS LSM-495
- USS LSM-496
- USS LSM-497
- USS LSM-498
- USS LSM-499
- USS LSM-500
- USS LSM-537
- USS LSM-538
- USS LSM-539
- USS "Raritan" (LSM-540)
- USS LSM-541
- USS LSM-542
- USS LSM-543
- USS LSM-544
- USS LSM-545
- USS LSM-546
- USS LSM-547
- USS LSM-548
- USS LSM-553
- USS LSM-554
- USS LSM-555
- USS LSM-556
- USS LSM-557
- USS LSM-558

## Lista okrętów typu LSM(R)-188
- USS LSM(R)-188
- USS LSM(R)-189
- USS LSM(R)-190
- USS LSM(R)-191
- USS LSM(R)-192
- USS LSM(R)-193
- USS LSM(R)-194
- USS LSM(R)-195
- USS LSM(R)-196
- USS LSM(R)-197
- USS LSM(R)-198
- USS LSM(R)-199

## Lista okrętów typu LSM(R)-401
- USS "Big Black River" (LFR-401) (LSM(R)-401), później przeklasyfikowany na (LFR-401)
- USS "Big Horn River" (LSM(R)-402) (LSM(R)-402)
- USS "Blackstone River" (LSM(R)-403) (LSM(R)-403)
- USS "Black Warrior River" (LFR-404) (LSM(R)-404), później przeklasyfikowany na (LFR-404)
- USS "Broadkill River" (LFR-405) (LSM(R)-405), później przeklasyfikowany na (LFR-405)
- USS "Canadian River" (LSM(R)-406) (LSM(R)-406)
- USS "Chariton River" (LSM(R)-407) (LSM(R)-407)
- USS "Charles River" (LSM(R)-408) (LSM(R)-408)
- USS "Clarion River" (LSM(R)-409) (LSM(R)-409), później przeklasyfikowany na (LFR-409)
- USS "Clark Fork River" (LSM(R)-410) (LSM(R)-410)
- USS "Cumberland River" (LSM(R)-411) (LSM(R)-411)
- USS "Desplaines River" (LFR-412) (LSM(R)-412), później przeklasyfikowany na (LFR-412)

## Lista okrętów typu LSM(R)-501
- USS "Elk River" (IX-501) (LSM(R)-501), później przeklasyfikowany na (IX-501)
- USS "Escalanteo River" (LSM(R)-502) (LSM(R)-502)
- USS "Flambeau River" (LSM(R)-503) (LSM(R)-503)
- USS "Gila River" (LSM(R)-504) (LSM(R)-504)
- USS "Grand River" (LSM(R)-505) (LSM(R)-505)
- USS "Green River" (LSM(R)-506) (LSM(R)-506)
- USS "Greenbrier River" (LSM(R)-507) (LSM(R)-507)
- USS "Gunnison River" (LSM(R)-508), później przeklasyfikowany i przemianowany na USS "Targeteer" (YV-3)
- USS "Holston River" (LSM(R)-509) (LSM(R)-509)
- USS "James River" (LSM(R)-510) (LSM(R)-510)
- USS "John Day River" (LSM(R)-511) (LSM(R)-511)
- USS "Lamiolle River" (LFR-512) (LSM(R)-512), później przeklasyfikowany na (LFR-512)
- USS "Laramie River" (LFR-513) (LSM(R)-513), później przeklasyfikowany na (LFR-513)
- USS "Maurice River" (LSM(R)-514) (LSM(R)-514)
- USS "Owyhee River" (LFR-515) (LSM(R)-515), później przeklasyfikowany na (LFR-515)
- USS "Pearl River" (LSM(R)-516) (LSM(R)-516)
- USS "Pee Dee River" (LSM(R)-517) (LSM(R)-517)
- USS "Pit River" (LSM(R)-518) (LSM(R)-518)
- USS "Powder River" (LSM(R)-519) (LSM(R)-519)
- USS "Raccoon River" (LSM(R)-520) (LSM(R)-520)
- USS "Rainy River" (LSM(R)-521) (LSM(R)-521)
- USS "Red River" (LFR-522) (LSM(R)-522), później przeklasyfikowany na (LFR-522)
- USS "Republican River" (LSM(R)-523) (LSM(R)-523)
- USS "Saint Croix River" (LSM(R)-524) (LSM(R)-524)
- USS "St. Francis River" (LFR-525) (LSM(R)-525), później przeklasyfikowany na (LFR-525)
- USS "St. Johns River" (LSM(R)-526) (LSM(R)-526)
- USS "St. Joseph's River" (LSM(R)-527) (LSM(R)-527)
- USS "St. Mary's River" (LSM(R)-528) (LSM(R)-528)
- USS "St. Regis River" (LSM(R)-529) (LSM(R)-529)
- USS "Salmon Falls River" (LSM(R)-530) (LSM(R)-530)
- USS "Smoky Hill River" (LFR-531) (LSM(R)-531), później przeklasyfikowany na (LFR-531)
- USS "Smyrna River" (LSM(R)-532) (LSM(R)-532)
- USS "Snake River" (LSM(R)-533) (LSM(R)-533)
- USS "Thames River" (LSM(R)-534) (LSM(R)-534)
- USS "Trinity River" (LSM(R)-535) (LSM(R)-535)
- USS "White River" (LFR-536) (LSM(R)-536), później przeklasyfikowany na (LFR-536)

## Lista okrętów ratowniczych typuGypsy
- USS "Gypsy" (ARS(D)-1) (LSM-549), później przeklasyfikowany na (ARS(D)-1)
- USS "Mender" (ARS(D)-2) (LSM-550), później przeklasyfikowany na (ARS(D)-2)
- USS "Salvager" (ARS(D)-3) (LSM-551), później przeklasyfikowany na (ARS(D)-3) później ponownie przeklasyfikowany na (YMCL-3)
- USS "Windlass" (ARS(D)-4) (LSM-552), później przeklasyfikowany na (ARS(D)-4) później ponownie przeklasyfikowany na (YMCL-4)